# Trolejbusy w Weimarze

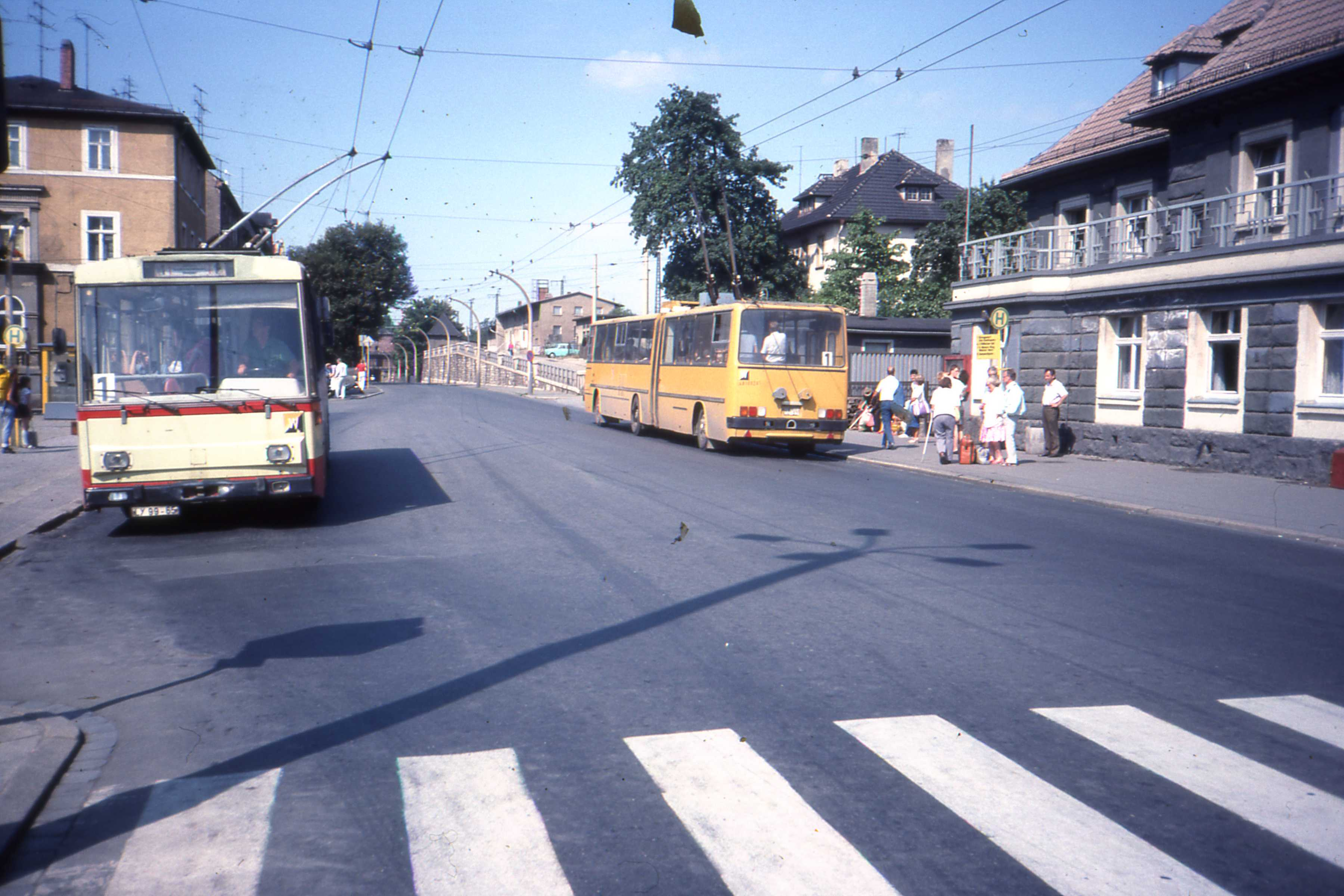
Trolejbusy Škoda 14Tr oraz Ikarus 280T przed dworcem kolejowym

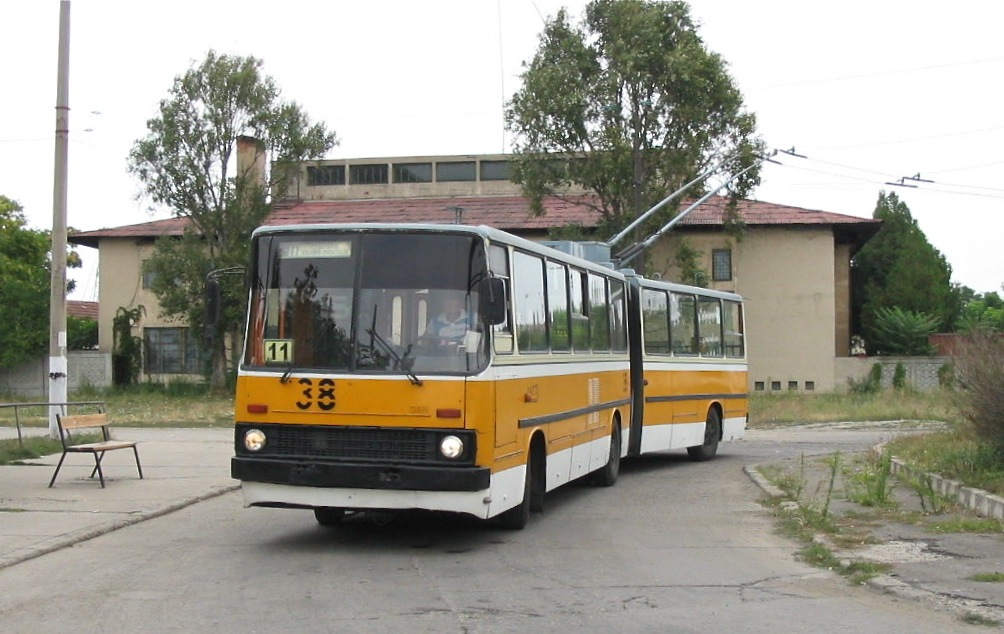
Pochodzący z Weimaru trolejbus nr 204 eksploatowany był w latach 1996–2008 pod numerem 38 w Timișoarze

Trolejbusy w Weimarze (niem. Oberleitungsbus Weimar) – system przewozów trolejbusowych funkcjonujący w latach 1948–1993 w Weimarze w Niemczech.

## Historia

### Uruchomienie
Po likwidacji weimarskiej sieci tramwajowej w 1937 r., pojawiły się plany wprowadzenia w mieście komunikacji trolejbusowej. Realizacja projektu uległa jednak znacznym opóźnieniom, przede wszystkim z powodu II wojny światowej. Po zakończeniu wojny wznowiono prace nad uruchomieniem trolejbusów w Weimarze. Mimo niekorzystnej sytuacji gospodarczej i politycznej przedsiębiorstwo „Kommunales Wirtschafts-Unternehmen (KWU) der Stadt Weimar” zdołało uruchomić pierwszą linię 2 lutego 1948 r.
Linia o długości 6,85 km przebiegała z północy na południe: łączyła Ehringsdorf przez Goetheplatz z dworcem kolejowym w Weimarze i dalej z podstacją zasilającą. Trolejbusy kursowały co 30 minut. W 1951 r. przewoźnik zmienił nazwę na „VEB (K) Städtischer Verkehr Weimar”. 3 grudnia 1953 r. linię trolejbusową przedłużono od podstacji do Schöndorfu, zastępując linię autobusową nr 1 obsługującą ten odcinek od 3 lipca 1950 r. Wraz z wydłużeniem trasy linii zwiększono częstotliwość kursowania do 15 minut.
5 marca 1951 r. linię autobusową nr 2 na odcinku Goetheplatz – Bodelschwinghstraße zastąpiła nowa linia trolejbusowa. Linię tę przedłużono 28 marca 1957 r. o 0,6 km od Berkaer Bahnhof do Damaschkestraße, przy której wzniesiono zajezdnię trolejbusową. Wcześniej trolejbusy garażowano w dawnej zajezdni tramwajowej w dzielnicy Kirschberg.

### Kryzys
11 stycznia 1966 r. linię trolejbusową nr 2 zastąpiły autobusy, natomiast częstotliwość kursowania linii nr 1 zwiększono w 1971 r. do 5 minut. Oprócz jednej linii trolejbusowej w Weimarze działało jeszcze 5 linii autobusowych. 1 stycznia 1972 r. przedsiębiorstwo „VEB Kraftverkehr Weimar”, odpowiedzialne za obsługę połączeń podmiejskich, przejęło zarządzanie również liniami miejskimi.
W następnych latach kolejne części miasta były ze sobą połączone jedynie liniami autobusowymi; także linię trolejbusową nr 1 obsługiwały przez pewien czas autobusy.

### Ponowny rozwój
Na skutek wzrostu cen ropy w latach 80. XX wieku wzrosła atrakcyjność sieci trolejbusowej, gdyż węgiel brunatny wykorzystywany do produkcji energii elektrycznej uzyskiwano z miejscowych złóż. Od 2 września 1985 r. trolejbusy kursowały na linii o długości 3,1 km z dworca do Damaschkestraße. 1 marca 1990 r. sieć trakcyjna pojawiła się na odcinku od Erfurter/Fuldaer Straße do Weimar West (2,2 km). Tak powstała nowa linia trolejbusowa nr 71 o długości 7,8 km, łącząca Weimar West przez Goetheplatz z Schöndorfem.
Na początku 1991 r. obsługę sieci trolejbusowej przejęła spółka „Verkehrsbetrieb Weimar GmbH (VBW)”. W następnych latach zrezygnowano z planów rozbudowy systemu trolejbusowego i wprowadzenia do eksploatacji duobusów. 4 lutego 1991 r. linię nr 8 zastąpiono linią autobusową nr 2, a 19 maja 1992 r. linię nr 71 skrócono do dworca kolejowego i ograniczono jej kursowanie do dni roboczych.

### Likwidacja sieci
2 kwietnia 1993 r. był ostatnim dniem kursowania weimarskich trolejbusów. Ikarusy 280T o numerach 204, 217 i 218 sprzedano w 1996 r. do Timișoary, gdzie eksploatowano je jeszcze do 2008 r.

## Tabor trolejbusowy
W 1948 r. wprowadzono do eksploatacji trolejbusy Henschel/SSW, natomiast w latach 50. XX wieku do Weimaru dostarczono trolejbusy typu Škody 8Tr oraz LOWA/WERDAU. W latach 60. XX wieku zakupiono Škody 9Tr, natomiast w latach 1982–1983 miasto otrzymało trolejbusy typu Škoda 14Tr. Ostatnimi trolejbusami kursującymi w Weimarze były Ikarusy 280T, które po likwidacji sieci sprzedano do rosyjskiego Czelabińska i rumuńskiej Timișoary.